# Torneo Nacional de Boxeo Playa Girón 1983
Das Torneo Nacional de Boxeo Playa Girón 1983 wurde vom 17. bis zum 29. Januar 1983 in Las Tunas ausgetragen und war die 22. Austragung der nationalen kubanischen Meisterschaften im Amateurboxen.

## Medaillengewinner
Die Meistertitel wurden in zwölf Gewichtsklassen vergeben.
| Gewichtsklasse                  | Gold                    | Silber             | Bronze                |
| ------------------------------- | ----------------------- | ------------------ | --------------------- |
| Halbfliegengewicht (bis 48 kg)  | Hipólito Ramos          | Rafael Saínz       | Armando Francis       |
| Halbfliegengewicht (bis 48 kg)  | Hipólito Ramos          | Rafael Saínz       | Juan Torres Odelin    |
| Fliegengewicht (bis 51 kg)      | Pedro Orlando Reyes     | Ramón Ledón        | Dignol Cobas          |
| Fliegengewicht (bis 51 kg)      | Pedro Orlando Reyes     | Ramón Ledón        | Omar Santiesteban     |
| Bantamgewicht (bis 54 kg)       | Luis Delís              | Ricardo Echevarría | Francisco Montero     |
| Bantamgewicht (bis 54 kg)       | Luis Delís              | Ricardo Echevarría | Rafael Cárdenas       |
| Federgewicht (bis 57 kg)        | Adolfo Horta            | Jesús Sollet       | Jorge Belete          |
| Federgewicht (bis 57 kg)        | Adolfo Horta            | Jesús Sollet       | Antonio Acea          |
| Leichtgewicht (bis 60 kg)       | Ángel Herrera           | Juan Vinent        | Ramón Goire           |
| Leichtgewicht (bis 60 kg)       | Ángel Herrera           | Juan Vinent        | Idel Torriente senior |
| Halbweltergewicht (bis 63,5 kg) | Carlos García           | Ultiminio Ramos    | Rolando Recouso       |
| Halbweltergewicht (bis 63,5 kg) | Carlos García           | Ultiminio Ramos    | Miguel Miranda        |
| Weltergewicht (bis 67 kg)       | Candelario Duvergel     | Orestes Solano     | José Luis Hernández   |
| Weltergewicht (bis 67 kg)       | Candelario Duvergel     | Orestes Solano     | Luis A. Aguilar       |
| Halbmittelgewicht (bis 71 kg)   | José Aguilar Pulsán     | Jorge Guzmán       | Francisco Cárdenas    |
| Halbmittelgewicht (bis 71 kg)   | José Aguilar Pulsán     | Jorge Guzmán       | Francisco Serrano     |
| Mittelgewicht (bis 75 kg)       | José Gómez Mustelier    | Bernardo Comas     | Orlando Despaigne     |
| Mittelgewicht (bis 75 kg)       | José Gómez Mustelier    | Bernardo Comas     | Jorge Luis González   |
| Halbschwergewicht (bis 81 kg)   | Julio Quintana Martínez | Pablo Romero       | Idelfonso Lugo        |
| Halbschwergewicht (bis 81 kg)   | Julio Quintana Martínez | Pablo Romero       | Norisley Castillo     |
| Schwergewicht (bis 91 kg)       | Eduardo Peña            | Andrés Martínez    | Sixto Soria           |
| Schwergewicht (bis 91 kg)       | Eduardo Peña            | Andrés Martínez    | José Sayúz            |
| Superschwergewicht (über 91 kg) | Jorge Luis González     | Epifanio Estrada   | Lino Pairol           |
| Superschwergewicht (über 91 kg) | Jorge Luis González     | Epifanio Estrada   | Félix Lemus           |